# Эттингер, Роберт
Роберт Честер Вильсон Эттингер (англ. Robert Chester Wilson Ettinger 4 декабря 1918 — 23 июля 2011) — американский ученый, основатель крионики. В 1962 году написал книгу «Перспективы бессмертия», принёсшую ему известность. В 1976 году основал Институт Крионики.

## Биография
Из семьи еврейских иммигрантов из России. Родился в Атлантик-Сити, Нью-Джерси. Служил в пехоте Американской армии, участвовал во Второй Мировой Войне. Был ранен в бою в Германии. После войны получил две магистерские степени по математике и физике в Университете Уэйна, штат Мичиган. Начал преподавательскую карьеру в общественном колледже Хайленд-Парка и Университете Уэйна.
Был дважды женат. От первой жены, Эйлин, имел двоих детей — Дэвида (1951) и Шелли (1954). Со второй женой Мэй Джунод познакомился в 1962 году, и именно она помогла выходу в свет книги «Перспективы бессмертия». Поженились они только после смерти первой супруги, в 1988 году.
Скончался дома 23 июля 2011 года в пригороде Детройта, штат Мичиган. Был крионирован.

## Деятельность
В 1962 Роберт Эттингер выпустил книгу «Перспективы бессмертия» (The Prospect Of Immortality), которая привлекла внимание общественности и послужила началом формирования крионического движения. В 1968 было создано Крионическое общество Мичигана, в наши дни известное как Имморталистическое общество (Immortals Society). В 1972 написал книгу «Man Into Superman». В 1976 участвовал в создании Института Крионики. Возглавлял оба общества до 2003 года.